# 트리에레스

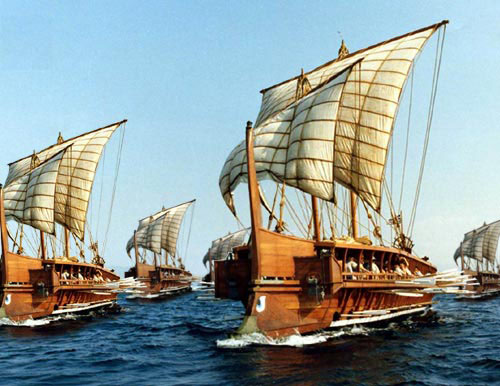
현대 그리스 해군이 제작한 복제 트리에레스 올림피아스 호의 이미지를 바탕으로 만든 트리에레스 함대 이미지

트리에레스(고대 그리스어: τριήρης)은 지중해의 고대 해양 문명에서 사용된 갤리 형태의 고대 선박이다. 특히 페니키아와 고대 그리스, 고대 로마에서 주로 사용하였다.
고대 지중해의 갤리는 15쌍의 노가 달린 펜테콘테로스(그리스어: πεντηκόντορος)로 출발하여 노 젓는 자리를 2단으로 늘려 30쌍의 노를 단 이단노선(고대 그리스어: διήρης, 디에레스)으로 발전하였으며, 다시 한 단을 추가한 것이 삼단 노선이다. 이단노선은 페니키아가 먼저 제작하기 시작하였다. 고대 로마 시기에 이르면 이단노선은 더 이상 사용하지 않았다. 트리에레스는 빠르고 민첩한 배였기에 기원전 7세기에서 기원전 4세기에 걸쳐 지중해를 지배하는 전함으로 활약하였다. 트리에레스는 아테나이가 그리스-페르시아 전쟁 당시 살라미스 해전의 승리부터 펠로폰네소스 전쟁으로 몰락할 때까지 해양 제국으로 성장한 바탕이 되었다.
중세에서 근세 사이 지중해에서 사용된 3단의 노를 갖는 갤리도 트리에레스이라 불렸다.

## 역사

### 기원

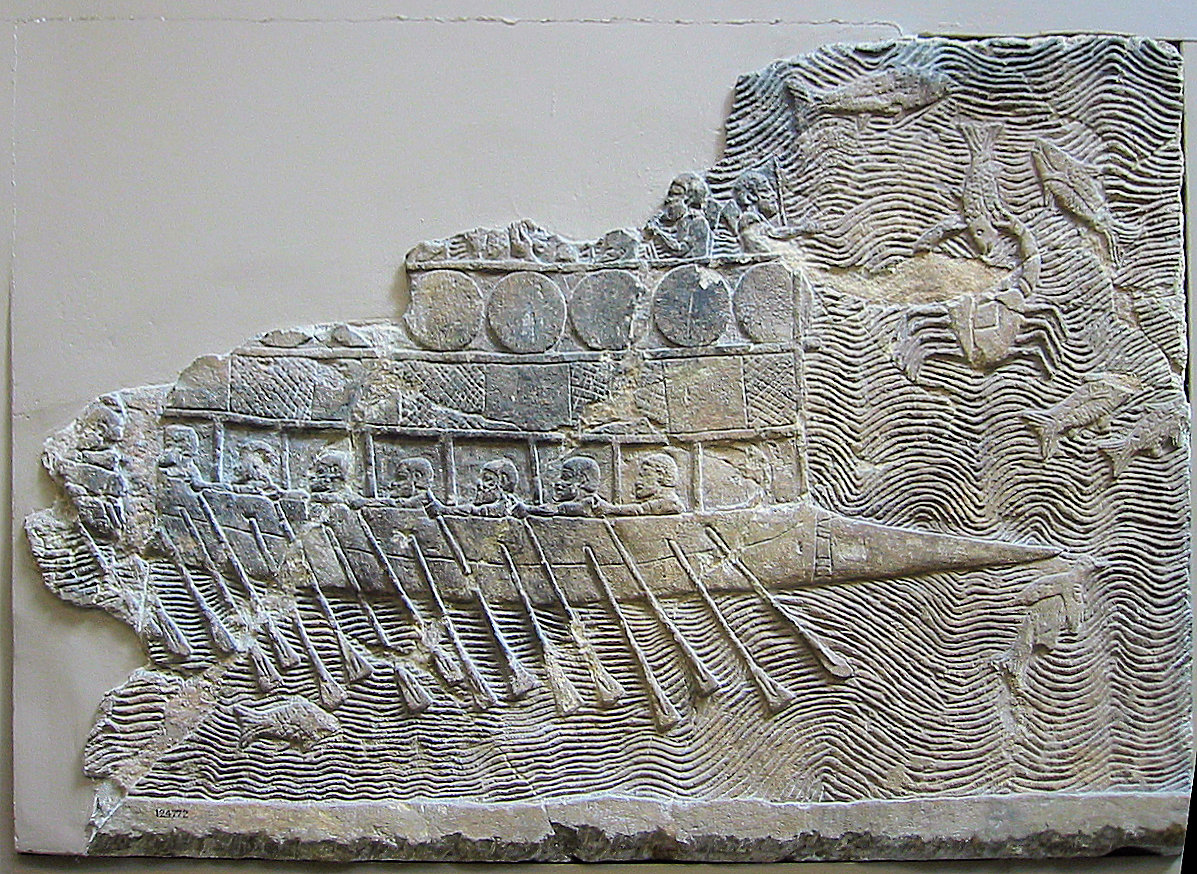
페니키아 전함 기원전 700년 무렵 니네베 부근에서 제작된 도기 파편, 이단노선이다.

기원전 8세기 무렵까지 아시리아의 수도 니네베나 티레, 시돈 같은 곳에서 제작된 도기 파편에는 이단노선이 흔하게 보인다. 기원전 8세기 후반에 제작된 도기 파편부터 트리에레스이 등장하기 시작한다.
현대 학계에서는 트리에레스의 유래에 대해 페니키아와 고대 그리스를 놓고 논란이 있다. 기원후 2세기의 신학자 알렉산드리아의 클레멘스는 초기 저술에서 시돈의 트리에레스를 묘사한 그림을 남겼다. 《펠로폰네소스 전쟁사》를 집필한 투키디데스는 코린토스 사람들이 기원전 8세기 무렵 그리스에 트리에레스를 전하였으며 코린토스 사람 아메이노클레스가 사모스를 위해 네 척의 트리에레스를 지었다고 기록하고 있다. 훗날 투키디데스의 저술을 번역한 대 플리니우스와 디오도로스 시켈로스는 이를 코린토스가 트리에레스를 "발명"하였다고 오역하였다. 최초의 트리에레스는 페니키아에서 제작하였을 가능성이 있다.

### 초기 이용과 발전

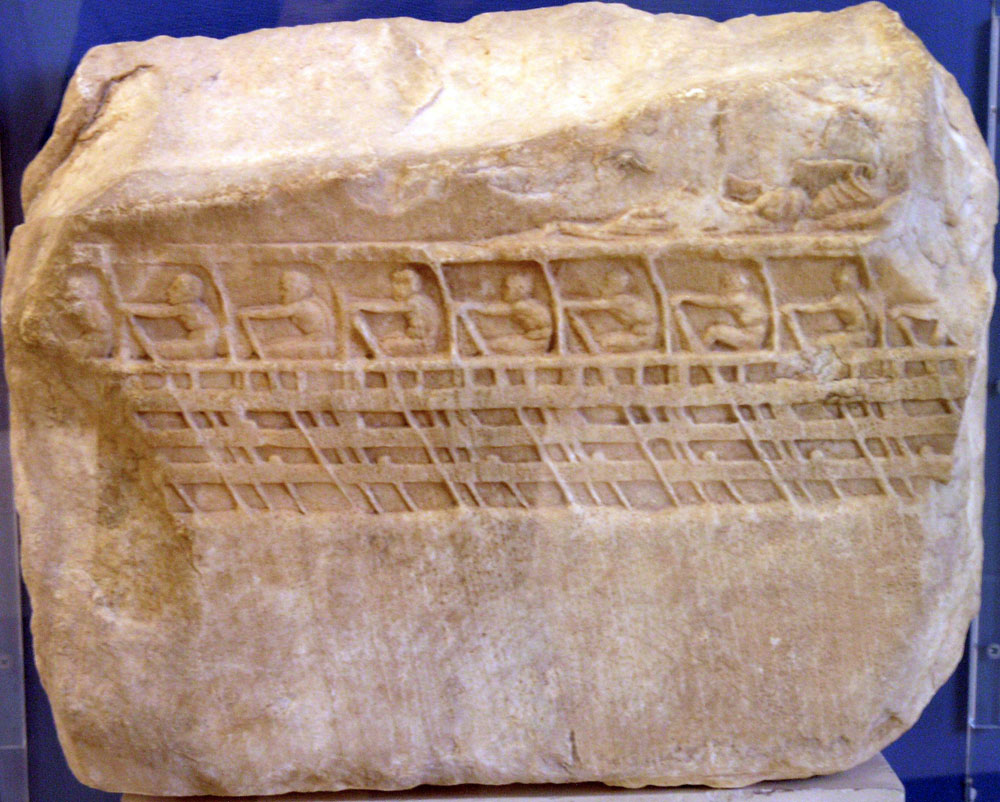
19세기 프랑스 고고학자 프랑수아 레노르망이 1852년 아테나이의 아크로폴리스에서 발견한 기원전 410년 무렵 제작된 돋을 새김. 당시 아테나이가 사용한 트리에레스이 새겨져 있다.

헤로도투스는 고대 이집트의 파라오 네카우 2세(재위: 기원전 610년 - 기원전 595년)가 지중해와 홍해에서 사용하기 위해 트리에레스를 건조하였다고 언급하고 있다. 그러나 현대 학자들은 이 기록을 신뢰하지 않는다. 게다가 기원전 5세기 당시 트리에레스를 뜻하는 그리스어 트리에레스는 배의 형태와 관계없이 전함을 통칭하는 낱말로도 사용되었기 때문에 혼동을 일으킨다. 트리에레스이 사용된 최초의 해전 기록은 기원전 525년의 것으로 헤로도투스는 사모스의 참주 폴리크라테스가 아케메네스 제국(페르시아)의 이집트 침공을 원조하기 위해 40척의 트리에레스를 파견하였다고 기록하였다.(펠루시움 전투) 한편 투키디데스는 그리스-페르시아 전쟁 당시 그리스 해군의 주력은 펜테콘테로스와 플로이아 마크라(긴 배)였다고 기록하고 있다.
어찌 되었든 기원전 5세기 초가 되자 트리에레스는 동지중해 지역을 지배하는 전함이 되었고, 그리스와 페니키아 사이의 양식 차이는 크지 않았다. 이즈음 트리에레스는 전형적인 형태를 갖추게 되었다. 최초로 일어난 대규모 트리에레스 해전은 그리스-페르시아 전쟁의 발단이 된 이오니아 반란의 라데 해전으로 그리스계 이오니아 도시들의 연합 함대는 아케메네스 제국의 휘하로 페니키아와 카리아, 키프로스, 그리고 이집트가 연합한 함대에 패배하였다.

### 그리스-페르시아 전쟁
아테나이는 페르시아와의 전쟁이 임박해 오자 인근의 에지나 섬에 군항을 만들고 해군을 강화했다. 기원전 483년에서 482년 사이 아테나이의 집정관 테미스토클레스는 아테나이의 민회인 에클레시아를 설득하여 라우리온 은광을 통한 수익으로 200척의 트리에레스를 건조하였다. 그리스-페르시아 전쟁이 일어나자 양 군은 아르테미시온 전투에서 쌍방이 큰 피해를 입었으나 살라미스 해전에서 그리스 해군이 크세르크세스 1세의 함대를 격퇴하였다.
살라미스 해전 이후 그리스 해군은 미칼레 해전에서 다시 한 번 아케메네스 제국의 함대를 무찔렀다. 그리스가 전쟁에서 승리하고 이오니아 도시 국가들이 페르시아의 지배에서 벗어나자, 그리스는 아테나이를 맹주로 에지나 섬에서 델로스 동맹을 결성하였다. 아테나이는 델로스 동맹에 속한 도시 국가에 자신들의 정치 체제인 아테나이 민주주의를 전파하였고 해양 제국으로 발전하였다.
이후 일어난 펠로폰네소스 전쟁에서 아테나이는 시칠리아 원정과 아이고스포타모스 해전에서 스파르타와 그의 동맹에 패함으로써 재해권을 상실하게 된다.

## 디자인

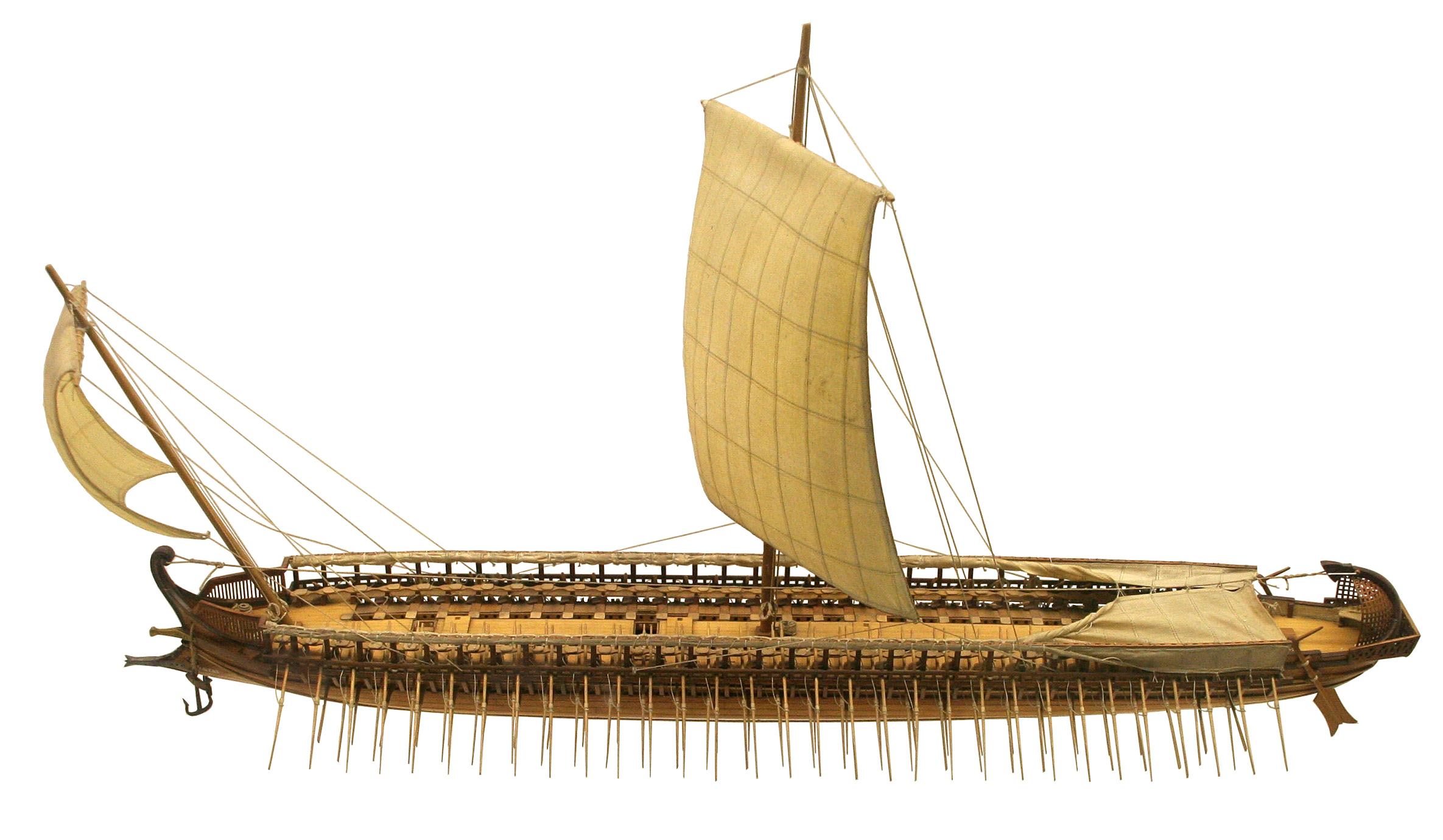
그리스 트리에레스 모형

고고학 발굴을 바탕으로 살펴보면 트리에레스의 디자인은 고대 지중해 세계가 갖고 있던 한계까지 모든 기술을 집약한 것이었다. 트리에레스의 건조에는 목재를 비롯한 재료를 모으는 것은 물론, 배의 크기를 키워 적재 용량을 늘리고, 돛과 노를 이용하여 추력을 확보하며, 부력에 맞추어 흘수선을 정하고, 무게 중심을 계산하여 안정성을 확보하고, 견고함을 유지하는 배를 제작할 수 있는 능력을 배양해야 했다. 이들 각각의 요소들은 다른 요소들에 영향을 미쳤으며 이 모든 것을 고려하여 배를 건조하여야 했다.
배의 크기는 노 젓는 노꾼의 수를 얼마로 할 것인가에 따라 결정되었다. 노 젓는 자리를 입체적으로 설계함으로써 트리에레스는 효율적인 추진력을 갖출 수 있었다. 배의 길이를 늘리지 않고도 노의 수를 늘리게 되면 일렬로 노가 늘어선 것에 비해 배가 물에 잠기는 면적을 줄일 수 있게 되었고, 노꾼이 차지하는 공간도 줄일 수 있게 되었다. 제일 밑에 위치한 노꾼은 탈라미오스, 중간 열은 지기오스, 제일 윗 열은 트란테스라고 불렀다. 노는 받침대에 손잡이를 받치고 잡아당겼다. 배의 무게 중심은 낮게 하여 안정성을 높였다.

### 크기
1880년대에 독일의 고고학자 빌헬름 되르프펠트는 피레아스 인근에서 침몰된 아테나이의 트리에레스를 발굴하였다. 되르프펠트가 발굴한 트리에레스는 길이 40 미터에 폭 6 미터였고, 이로서 고대 로마의 기술자 비트루비우스가 쓴 노 자리의 길이가 2 큐빗이라는 기록이 확증되었다.도리아에서 큐빗은 약 0.49 미터였고 이에 따라 배 전체의 길이는 37 미터를 넘지 않게 된다.

### 건조

장부와 장붓구멍을 사용한 고대 선박의 건조 방식

트리에레스의 건조에는 막대한 비용과 인력이 들어갔다. 트리에레스 한 척을 건조하는 데 6000 인력-일이 소요되었다. 고대 지중해의 선박 건조는 선체를 먼저 제작한 뒤 늑재를 다는 방식이었다. 늑재를 부착하기 이전에 선체의 모양을 유지하기 위해 히포조마타라고 불린 줄로 묶었다.
트리에레스에 사용된 목재는 전나무, 소나무, 삼나무와 같은 침엽수였다. 지역마다 근처에서 구하기 쉬운 목재를 사용하였는데 시리아나 페니키아에서는 소나무가 자라지 않았기 때문에 삼나무를 사용하였다. 소나무는 단단하고 잘 썩지 않는 잇점이 있었지만 전나무에 비해 무겁기 때문에 골격은 소나무를 사용하고 그 사이에 전나무를 섞어쓰는 방식이 사용되었다. 참나무 역시 강한 목재로써 선체를 제작하는데 쓰였지만, 선체 골격으로는 소나무가 더 일반적으로 사용되었는데 당시 선박의 정박 방식은 닻을 내리는 것이 아니라 선체를 물밖으로 끌어 올려 두는 것이 었기 때문이다. 배를 해변 위로 밀어올려 정박하는 방식 때문에 배의 선체는 물기가 말라도 비틀리거나 갈라지지 않는 목재가 선호되었다.
배를 물에 띄운 채 정박하는 방식은 고대 이집트에서 시작하였는데, 파피루스나 아마를 이용하여 정박용 로프를 만들었다. 기원전 3세기 무렵 후반에 이르러 다양한 재료의 로프가 사용되기 시작하였다.
140명 미만의 인원으로 빠르게 이동하는 배를 제작하기 위해서 가벼운 목재를 사용하는 경우도 있었다.
선체가 완성되면 선두에 청동으로 된 충각을 달고 그 위에 나무로 만든 선수상을 놓았다. 선두 양쪽엔 눈을 그려 넣었다. 아테나이에서는 대부분의 함대가 시민들의 비용으로 유지되었고, 노를 젓는 일도 시민들의 몫이었다. 이 때문에 함대의 유지는 아테나이 시민들의 "최고 관심사"였다.

### 추력과 항해 능력
트리에레스의 주된 추력은 180개로 구성된 노를 저어 얻었다. 코파이라 불린 노는 삼단으로 구성되었고 노 하나 마다 한 명의 노꾼이 배당되었다. 투키디데스는 코린토스인들이 저마다 자신의 노와 노줄을 들고 배에 올랐다고 기록하였다. 트리에레스에는 두 개의 돛대가 달렸는데 중앙 돛대는 히스토스 메가스라 불렸고 앞에 달린 작은 돛대는 히스토스 아카테이오스라고 불렀다. 범장은 장방형이었으며, 선미에 두개의 방향 조정용 노를 달아 선회에 사용하였다.
고전 기록에 따르면 트리에레스의 순항 속력은 약 6 노트였다고 한다. 크세노폰은 비잔티움에서 헤라클레이아 폰티케까지 하루에 항해하였다고 기록하였는데, 이는 평균 7.73 노트의 속력으로 항해한 것이다. 현대의 그리스 해군이 복원한 트리에레스 올림피아스 호는 최대 속력 8 노트, 순항 속력 4 노트를 기록하였다. 올림피아스호의 항해 기록은 별다른 훈련을 받지 않은 일반 성인 남녀가 한 것이어서 숙달된 노꾼이 노를 저은 고대의 트리에레스는 더 빠른 속력을 냈을 것이다.
트리에레스이 하루에 항해할 수 있는 거리는 날씨에 크게 좌우되었다. 날씨가 좋은 날이면 6 - 8시간 정도 노를 저어 80 - 100 킬로미터를 항해할 수 있었다. 새로 지어진 배와 숙달된 노꾼이라면 이의 두 배를 항해할 수도 있었는데, 투키디데스는 트리에레스이 하루에 300 킬로미터를 항해한 적도 있다고 기록하고 있다. 트리에레스의 지휘관은 전투에 임하기 전에 선원들이 피로하지 않도록 항해 속도를 조절하였다.

## 선원

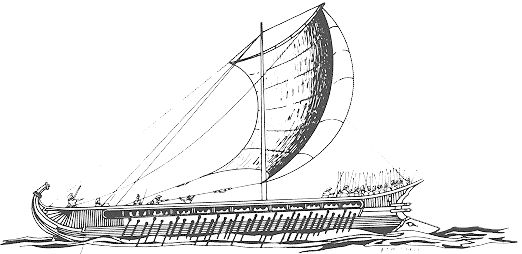
그리스 트리에레스

트리에레스의 완전 편재 인원은 플레로마라 불렸으며 약 200명이었다. 에레타이라 불린 노꾼이 170명이었고, 트리에라르코스가 지휘하는 갑판원과 해병 등이 나머지를 이루었다. 아테나이에서는 트리에레스도 자신들의 민주주의 신념에 따라 운영되었는데, 빈부를 가리지 않고 누구나 노꾼이 되었다. 미국의 전쟁사가 빅터 데이비스 핸슨은 이를 두고 "아테나이의 시민들은 수천명이 비좁은 곳에서 험한 일을 함께하며 사회화되었다"고 평가하였다.
아테나이 함대의 운영은 펠로폰네소스 전쟁 기간 동안에도 대부분 동일하게 유지되었다. 노꾼의 수를 줄이고 그 자리에 창과 방패로 무장한 호플리테스를 더 채운 일이 한 차례 있었고, 다른 예외로 말을 운반한 사례가 있다. 이 경우 함대 내의 한 척으로 말을 운반 하기 위해 노꾼을 60명만 두고 나머지 자리에 말을 실었다. 아테나이는 열 척 정도의 트리에레스이 하나의 함대를 이루었다.
트리에레스는 구조상 실을 수 있는 보급품의 한계 때문에 낮 동안에만 항해할 수 있었고 밤에는 어디든 정박하여야 하였다. 항해 중 트리에레스의 선원에게 지급된 배식은 물과 음식을 합하여 한 명당 2 겔런(7.4 리터)으로 이 정도의 양으로는 길어야 2-3일 정도를 보급없이 버틸 수 있었다. 주된 식량은 보리, 말린 생선, 양파, 마늘, 올리브 등이었다. 이 때문에 트리에레스는 매일 육지로부터 보급품을 조달받아야 하였다. 이들은 때로 보급품 조달을 위해 하루에 80 킬로미터를 항해하기도 하였다. 펠로폰네소스 전쟁 기간동안 아테나이 함대는 하루에 한 차례 이상 보급을 위해 상륙하였다. 때로는 예기치 않은 대규모 함대를 맞아들이게 된 도시가 보급품을 조달해 주기 위해 곤욕을 치르는 경우도 있었다.

### 트리에라르코스
트리에레스의 선장은 트리에라르코스라고 불렸다. 아테나이에서 트리에레스의 선장은 부유한 시민으로 대개 펜타코시오메딤노이 계급에 속하였다. 선박 자체는 아테나이의 공유재산이었으나 유지 보수에 대한 비용은 선장이 부담하였다. 따라서 트리에레스의 실재 운항은 갑판을 지휘하는 항해장의 책임이었고, 트리에라르코스는 명예직이었다.
트리에라르코스의 임기는 보통 1년이었고, 임기 동안 자신의 재력으로 함선을 보수하여야 하였다. 아테나이의 유명한 트리에라코스 가운데에는 해방노예 출신의 은행가 아폴로도로스와 같은 인물도 있었다. 아폴로도로스는 함선에 쓸 군수품과 돛줄, 돛을 자신의 재력으로 갖추었고, 국방의 의무를 위해 배치되는 노꾼들의 실력이 충분하지 않다는 이유로 직접 숙련된 선원을 자유 계약을 통해 고용하였다. 그의 배는 8노트의 순항속도로 항해하였고 전투중에는 이의 두 배 속도로 움직일 수 있었다.

### 갑판원
히페르시아라고 불린 갑판원들은 키잡이의 지휘를 받았다. 키베르네테스라 불린 키잡이는 숙련된 선원으로 선박의 운항을 지휘하였다. 이 외에 활을 든 감시병, 갑판장, 조타수, 목수, 노젓는 신호를 하는 악사, 배의 양편에 한 명씩 있던 노꾼 관리자 두 명 등이 갑판에 있었다. 이들 선원의 숙련도는 노젓는 기술과 전투 경험으로 평가되었다. 갑판 전체의 인원은 약 30명에서 40명 수준이었다. 이외에 열 명 가량의 선원이 돛을 조정하였다.

### 노꾼

트리에레스의 노꾼 배열

흔히 생각하는 것과 달리 고대 해군의 노꾼은 갤리 노예가 아니라 자유인이었다. 특히 아테나이에서는 국방의 의무에서 트리에레스의 노꾼 역할을 하는 것은 필수적인 과정이었다. 시칠리아 원정에서 노예를 노꾼으로 사용하였다는 주장이 있지만, 펠로폰네소스 전쟁 동안 전형적인 아테나이 트리에레스의 노꾼은 80명의 시민, 60명의 메토이코스, 그리고 60명의 외국인으로 구성되어 있었다. 급박하게 인력을 보충하기 위해 노예를 동원할 때에는 보통 탑승 전에 그들을 해방시켰다. 시라쿠사의 참주였던 디오니시우스 1세는 트리에레스의 노꾼 전체를 노예로 채운 적이 있는데, 이 때에도 노예들은 일단 해방된 뒤 노꾼으로 고용되었다. 아테나이의 노꾼들은 고용된 동안에 급여를 지급받았다.
아테나이 해군에서 선원들은 평상시에 오랜 훈련을 받았고, 이 덕분에 아테나이 해군은 우수한 선원을 확보할 수 있었다. 노꾼은 트리에레스의 제일 윗열, 가운데열, 아랫열 가운데 한 곳에 자신의 자리를 배정받았다. 아테나이의 해군 기록에 따르면 제일 윗열에 자리하는 노꾼인 트라니타이가 62명, 가운데열에 자리하는 지고이가 54명, 아랫열에 자리하는 탈라미오이가 54명 이었다. 노꾼의 자리는 비좁아 불편하였고, 아스코마라 불린 노꽂이 구멍에는 가죽으로 만든 소매가 달려 있었지만 언제나 바닷물이 넘어 들어와 노꾼을 괴롭혔다.
노꾼이 합심하여 일시에 노를 젓는 것은 막대한 연습과 기술이 필요한 일이었다. 자세히는 알 수 없으나 문서와 그림을 통해 나발을 부는 소리에 맞추어 노를 움직였다는 것을 알 수 있다. 현대에 복원된 트리에레스인 올림피아스 호를 통해 이 방식을 재현하려고 하였지만, 노를 저을 때 나는 소음 때문에 몹시 어려웠다. 아리스토파네스의 희극 《개구리》에는 두 개의 서로 다른 노젓는 구령이 등장한다. 하나는 "리파파이" 이고 다른 것은 "오 오포프"이었다. 두 구령은 서로 다른 동작에 대한 명령으로 두 동작을 합치면 노는 완전한 원을 그리며 움직이게 된다.

### 해병
트리에레스에는 10 - 20 명의 해병이 탑승하였다. 살라미스 해전에서 아테나이의 함대에는 트리에레스 한 척 당 14명의 호플리테스와 대개 스키타이 용병이었던 4명의 궁수가 있었다. 그러나, 헤로도투스는 라데 해전에서 히오스 함대는 한 척에 40명의 호플리테스를 실었다고 기록하고 있다. 당시 페르시아의 함대도 이와 비슷한 병력을 배에 태웠다. 이러한 기록은 아테나이가 다른 국가들에 비해 보다 숙련된 해군을 보유하고 있었다는 점을 알려준다. 이 때문에 아테나이는 속도와 능숙한 조작 능력을 앞세워 해군을 운영한 반면, 다른 국가들은 병력 수에 보다 중점을 두었다. 이와 같은 상황은 훗날 제1차 포에니 전쟁에서 재현된다. 한편, 갑판에 호플리테스를 너무 많이 태우면 다른 갑판원들의 행동은 제약되어 앉아서 항해를 할 수 밖에 없었다. 호플리테스는 주로 중산층 이상의 사회 구성원에서 충원되었고 그들 중 한 명이 차기 트리에라르코스가 되었다.

## 전술

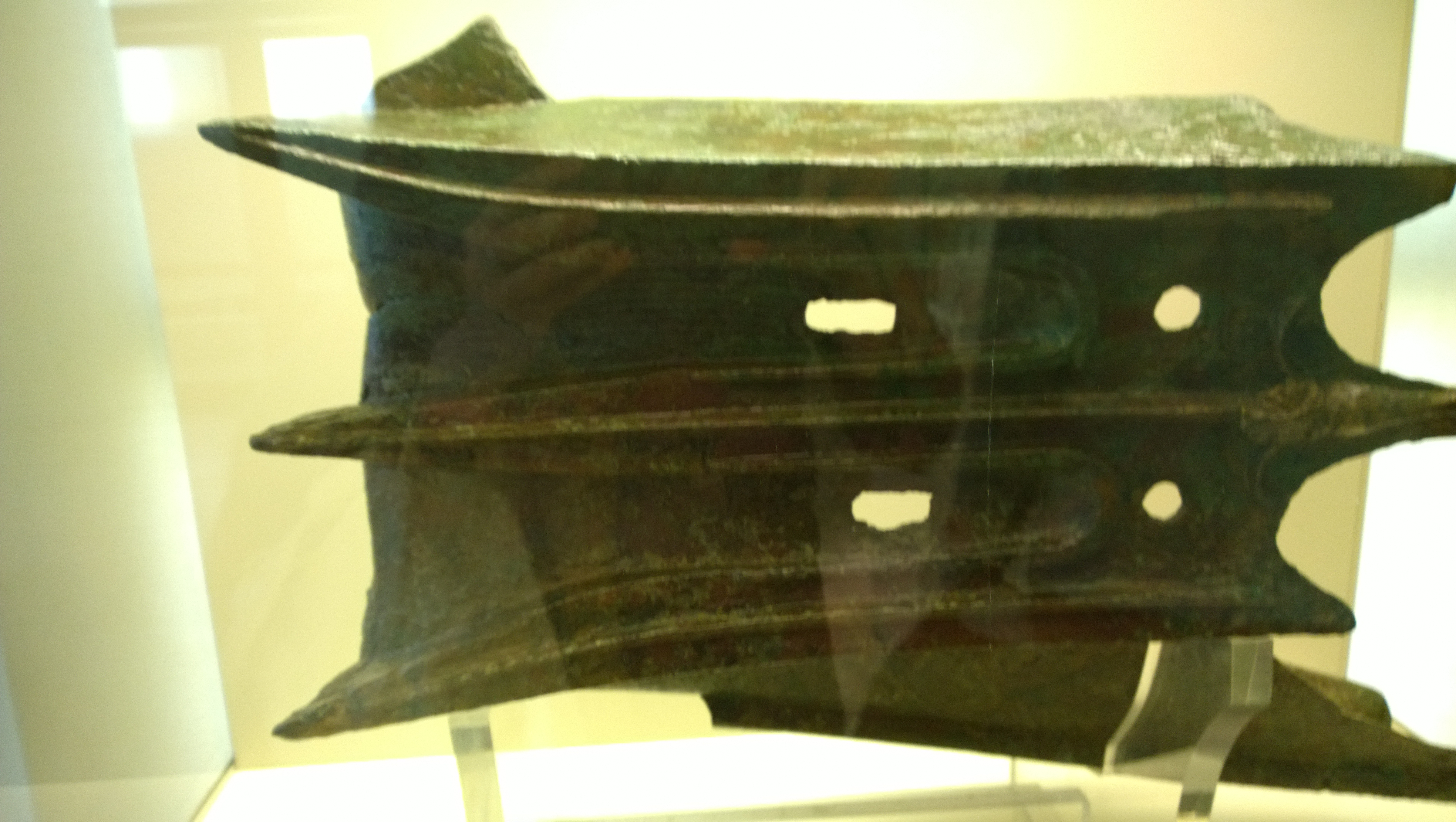
청동제 트리에레스 충각

고대 지중해의 해전은 크게 보아 두 종류의 전투로 나뉜다. 하나는 충각을 이용하여 적전을 들이받아 격침 시키는 충파이고, 다른 하나는 갑판에 뛰어 올라 근접전을 벌이는 선상 백병전이었다. 후기에는 발리스타나 투석기를 이용한 포격도 광범위하게 사용되었지만, 고대의 사출 무기가 갖는 근본적인 한계로 인해 효과적이지는 않았다.
엠볼론이라 불린 충각은 적선의 선체를 들이받는 용도로 전함의 선두 하부에 장착되었다. 충파 위치는 한 번에 여러 구멍을 낼 수 있는 후미를 최상으로 꼽았고 측면에 큰 구멍을 내는 것도 선호되었다. 적선의 용골에 대하여 60도의 각도로 충파할 경우 4 노트의 속도면 큰 구멍을 낼 수 있었고, 30도의 각도에서는 8노트의 속도로 돌격하였다. 트리에레스는 약한 선체에 무거운 하중을 싣고 항해하였고 노 구멍은 수면과 만나는 흘수선에서 불과 몇 피트 위에 있을 뿐이었기 때문에, 충파를 당하면 바로 침몰하지 않더라도 노꾼들이 물에 잠길 수 밖에 없었다. 게다가 무게중심 때문에 충파에 이어 전복되는 경우도 흔했다. 노꾼들은 수영을 못하는 사람도 많았기 때문에 충파로 인한 피해는 막대하였다. 살라미스 해전에서 페르시아 함대는 아테나이에게 충파된 뒤 많은 익사자를 냈다. 적선에 피해를 주는 다른 방법으로는 적선에 근접하여 훑고 지나가며 노를 부러뜨리는 것이 있었다. 노를 잃은 선박은 급격히 이동력을 상실하여 이어지는 충파를 피할 수 없었다.

### 선상 병력
고대 그리스 시대에는 다른 시기의 해전과 달리 적선 갑판에 올라 백병전을 벌이르는 것은 중요한 전술이 아니었다. 선박의 크기 때문에 탑승할 수 있는 해병의 규모도 작았다. 기원전 5세기에서 4세기 무렵 트리에레스는 기동성이 중시되어 선체 강도나 무장력은 비교적 크지 않았다. 이런 이유로 보다 많은 병력을 싣는 것 보다는 청동 충각을 다는 것이 선호되었다.
펠로폰네소스 전쟁 당시 전형적인 트리에레스의 선상 병력은 4 - 5 명의 궁수와 10여명의 해병으로 구성되었다. 병력 수가 적었기 때문에 이들의 주요 임무는 공격보다는 적선으로부터 노꾼을 보호하는 것이었다. 수심이 충분히 얕은 항구 근처에서 전투가 일어나면 노꾼들도 돌을 던지는 것과 같은 방식으로 공격에 합류하였다는 기록이 있다.
트리에레스는 구조상 노꾼들이 해상에서 전투에 합류할 수는 없었다.

### 펠로폰네소스 전쟁의 해군 전술

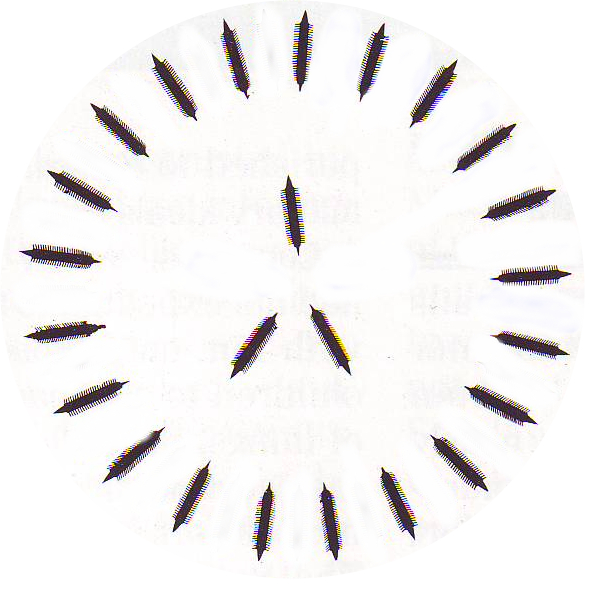
원형진 키클로스의 개념도.

트리에레스 전대는 다양한 전술을 구사하였다. 페리플로우스는 적선 주위를 선회하거나 둥글게 진을 짜서 취약한 적선 후미를 공격하는 전술이었고, 디에크플로우스는 적진 중심을 돌파하여 함대를 갈라놓는 전술이었다. 키클로스는 원형진으로 적선을 완전히 포위하는 전술이었고, 반원진은 테노에이데스 키클로스라고 불렀다. 이 모든 전술 운용에 적보다 빠른 운항과 민첩한 선회가 매우 중요하였다.
펠로폰네소스 전쟁 동안 아테나이는 해군에서, 스파르타는 육군에서 강세를 보였다. 페리클레스가 아테나이와 항구인 피레아스 사이에 장벽를 건설하자 스파르타는 아테나이의 강력한 해군에 대응하기 위해 페르시아와 동맹을 맺고 새로운 함대를 만들기 시작하였다. 스파르타는 계속하여 해군을 증강하였고, 결국 아이고스포타모이 해전에서 아테나이를 격파하여 전쟁을 사실상 종결지었다. 아테나이가 속도와 선회 능력을 우위에 둔 해군을 운용한 데 비해 스파르타는 보다 병력을 늘린 전함을 운용하였는데 아이고스포타모이 해전은 육지와 매우 근접하여 일어났기 때문에 육상전투가 병행되었고 이를 통해 스파르타가 승리할 수 있었다. 또한, 아테나이가 적선의 후미나 측면을 충파하는 것을 선호한 반면 전쟁 후기에 스파르타는 선두를 노렸는데, 이는 브라시다스가 고안한 전술로 충돌 뒤 수적 우위에 있는 해병을 활용하기 위한 것이었다. 스파르타는 이 전술로 시칠리아 원정에서 아테나이에게 승리를 거두었다.

## 건조와 교전의 변화
헬레니즘 시대에 이르러 트리에레스는 보다 큰 오단노선과 같은 전함으로 대체되었다. 오단노선은 트리에레스에 비해 노의 숫자가 늘어난 것은 아니지만 노꾼 자리를 늘려 둘 이상의 노꾼이 하나의 노를 잡고 저었다. 또한 오단노선은 적선의 공격에 대비하여 선체를 강화하고 궁수를 더 배치하였다. 이 때문에 해전은 충파 전술 보다는 사출 무기와 해상 백병전이 보다 중요해지게 되었다.
트리에레스는 주력 전함의 자리를 내주었으나 소규모 해군에서는 여전히 중요한 전력으로 사용되었다. 헬레니즘 시대의 왕국들이 오단노선을 늘려가는 동안에도 그리스 본국과 작은 규모의 식민 도시국가들은 여전히 대부분 트리에레스으로 이루어진 함대를 운영하였다. 기원전 5세기 이후 아테나이의 트리에레스는 적선의 충파에 대비하여 선체 장갑을 강화하고 해병의 수를 늘렸다. 한편, 기존의 작고 가벼운 트리에레스는 빠른 기동력을 이용하여 적선을 견제하는 지원 함대로서 운용되었다.
로마는 거대한 오단노선을 사용하여 지중해를 장악하였다. 그러나 카이사르 사후 로마 제국은 보다 작은 형태인 리부르나를 함대 주력으로 채택하였는데, 리부르나는 강화된 충각과 빠른 기동력을 살린 것으로 트리에레스의 장점을 계승한 것이라고 할 수 있다. 리부르나는 비잔틴 시대에 드로몬으로 발전하였다.

## 복원

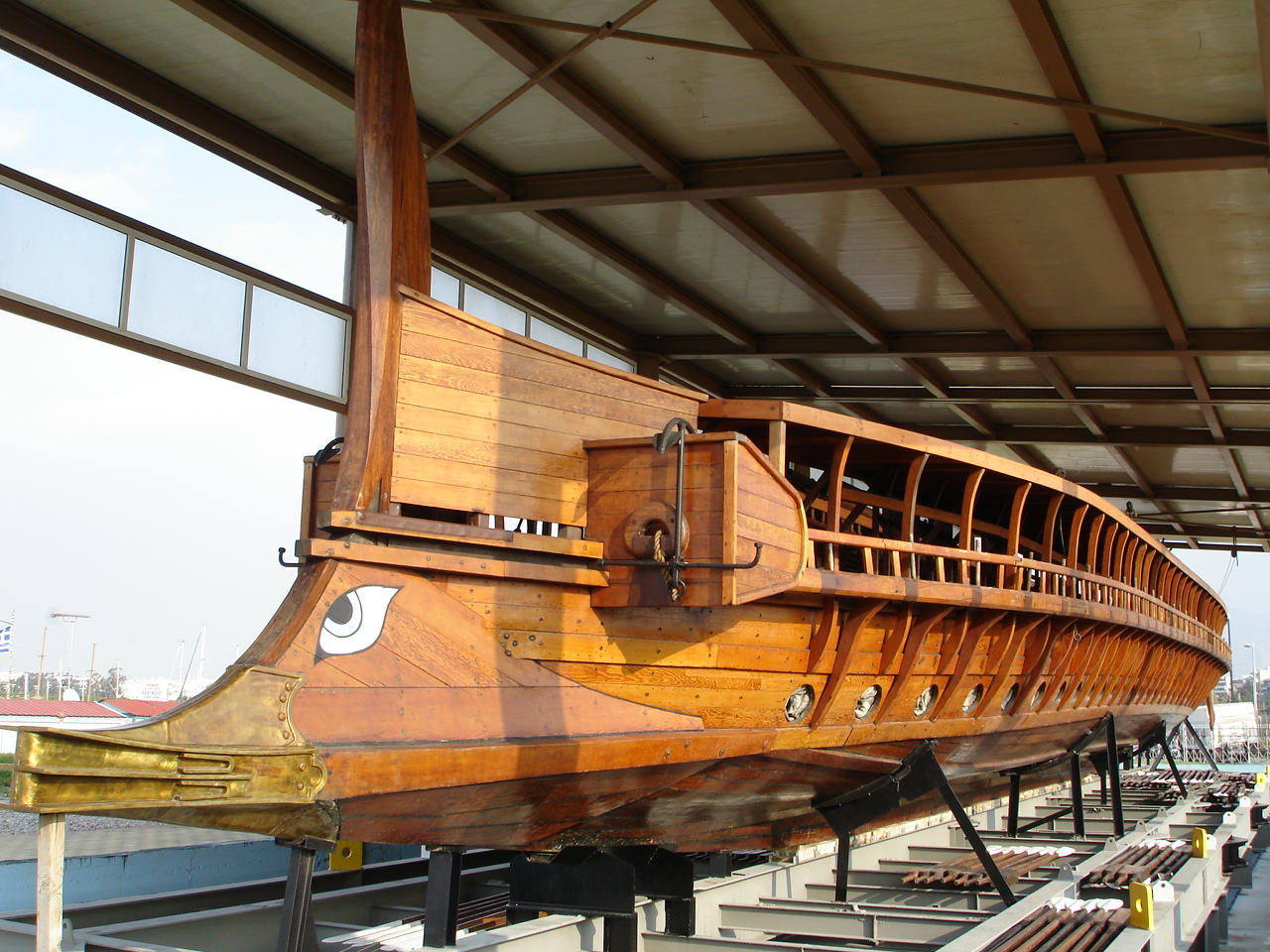
복원 제작된 올림피아스 호

1985년부터 1987년 사이 피레아스의 조선소에서 영국의 금융가이자 작가인 프랑크 웰시의 기금으로 아테나이 시대의 트리에레스를 복원하였다. 수중에서 발굴된 삼단 노선을 토대로 역사가 J.S. 모리슨이 고증하고 해군 설계자 존 프란시스 코테스가 제작에 참여하여 올림피아스 호를 건조하였다. 올림피아스 호는 시민들이 자원한 170 명의 노꾼으로 7 노트의 속도로 항해 하였다. 2004년 하계 올림픽에서 올림피아스 호는 성화 봉송에 이용되었다.

## 같이 보기
- 전함
- 트리에라르코스
- 오단노선

## 주해
1. ↑   τρι- (트리)는 셋을 ἐρέτης(에레이레스)는 노젓는 사람을 뜻한다.
2. ↑  페르시아는 오늘날 이란을 비롯한 중동의 역사적인 여러 나라를 가리키는 말이며, 그리스-페르시아 전쟁을 전후하여 당시 다리우스 1세가 다스리던 페르시아 지역 국가의 정식 명칭은 아케메네스였다.
3. ↑  솔론의 개혁 이후 가장 부유한 층으로 분류된 시민 계층
4. ↑  메토이코스는 세금을 바치고 시민권을 얻은 외국인이다.

## 참고 문헌
- Coates, John F. (April 1989). “The trireme sails again”. 《Scientific American》 261 (4): 68–75.
- Coates, John F. (2000). 《The Athenian Trireme》 2판. Cambridge University Press.
- Casson, Lionel (1991). 《The Ancient Mariners》 2판. Princeton University Press. ISBN 0-691-01477-9.
- Casson, Lionel (1995). 《Ships and Seamanship in the Ancient World》. Johns Hopkins University Press. ISBN 0-8018-5130-0.
- Fields, Nic (2007). 《Ancient Greek Warship, 500-322 BC (New Vanguard Series 132)》. Osprey Publications. ISBN 978-1-84603-074-1.
- Foley, Vernon; Soedel, Werner (April 1981). “Ancient oared warships”. 《Scientific American》 244 (4): 116–129.
- Hanson, Victor D. (2006). 《A War Like No Other》. Random House. ISBN 0-8129-6970-7.
- Meijer, Fik (1986). 《A History of Seafaring in the Classical World》. Croom and Helm.
- Morrison, John S.; Williams, R. T. (1968). 《Greek Oared Ships: 900–322 BC》. Cambridge University Press.
- Morrison, John S. (1974). “Greek naval tactics in the 5th century BC”. 《International Journal of Nautical Archaeology and Underwater Exploration》 3 (1): 21–26. doi:10.1111/j.1095-9270.1974.tb00854.x.
- Morrison, John S.; Coates, John F.; Rankov, N. Boris (2000). 《The Athenian Trireme: The History and construction of an ancient Greek warship》 2판. Cambridge University Press. ISBN 0-521-56419-0.
- Morrison, John S. (2004). 《Age of the Galley: Mediterranean Oared Vessels since pre-Classical Times》. Conway Maritime Press. ISBN 978-0-85177-955-3.
- Wallinga, Herman T. (1993). 《Ships and Sea-Power Before the Great Persian War: The Ancestry of the Ancient Trireme》. E.J. Brill. ISBN 90-04-09225-0.
- Warry, John (2004). 《Warfare in the Classical World》. University of Oklahoma Press. ISBN 0-8061-2794-5.
- Welsh, Frank (1988). 《Building the Trireme》. Constable and Company Limited.
- 투키디데스, 펠로폰네소스 전쟁사
- "Age of the Trireme", special issue of Ancient Warfare (magazine), 2/2 (2008)